# Tianma (köping i Kina, Sichuan, lat 30,97, long 103,76)
Tianma (kinesiska: 天马镇, 天马) är en köping i Kina. Den ligger i provinsen Sichuan, i den sydvästra delen av landet, omkring 45 kilometer nordväst om provinshuvudstaden Chengdu. Antalet invånare är 30 998. Befolkningen består av 15 538 kvinnor och 15 460 män. Barn under 15 år utgör 12,0 %, vuxna 15-64 år 76 %, och äldre över 65 år 11,0 %.
Genomsnittlig årsnederbörd är 1 318 millimeter. Den regnigaste månaden är juli, med i genomsnitt 377 mm nederbörd, och den torraste är december, med 11 mm nederbörd.